# Alexandre Marie Thomas
Alexandre Marie Thomas, dit Alexandre Thomas ou chanoine Thomas ou abbé Thomas, né 3 janvier 1844 à Quimper et décédé le 17 septembre 1908, également à Quimper, est un prêtre catholique, chanoine, aumônier du lycée de Quimper. C'est également un historien qui a publié plusieurs ouvrages, il est notamment l'un des trois chanoines qui rééditent en 1901, Les vies des saints de la Bretagne armorique d'Albert Le Grand. 

## Biographie
Alexandre Marie Thomas, dit Alexandre Thomas, est né le 3 janvier 1844 à Quimper,. 
Ordonné prêtre en 1868, il est professeur à Pont-Croix. En 1880, il devient aumônier de l'école normale de Quimper et en 1883 aumônier du lycée de la même ville. puis il devient chanoine honoraire en 1894. 
Il est l'auteur écrit de plusieurs ouvrages, sur la vie de saints, Corentin de Quimper, Paul Aurélien, Jean Discalceat et saint Ronan. Avec les chanoines Jean-Marie Abgrall et Paul Peyron, il est à l'origine de la réédition annotée, en 1901, de la Vies des saints de la Bretagne Armorique d'Albert Le Grand, dont la première édition remonte à 1634,.  
Il meurt le 17 septembre 1908, à « Saint-Athanase », ou il s'était retiré, peut-être l'hospice de Quimper.

## Publications

### Articles et ouvrages personnels
- Le bras du glorieux saint Corentin, Quimper, A. de Kerangal, 1886, 39 p. (présentation en ligne).
- Saint Corentin : histoire de sa vie et de son culte, Quimper, typogr. A. de Kerangal, 1887, 336 p. (BNF 36021326).
- Saint Pol Aurélien et ses premiers successeurs, Quimper, impr. de A. de Kerangal, 1889, 318 p. (lire en ligne).
- Saint Jean Discalceat, recteur, puis frère-mineur, son histoire et son culte, Quimper, impr. de A. de Kerangal, 1888, 69 p. (BNF 31459711).
- Visite de la cathédrale de Quimper, Quimper, impr. de A. de Kerangal, 1893, 144 p. (BNF 34126674).
- La grande Troménie en 1887, Quimper, typogr. A. de Kerangal, 1893, 2e éd., 15 p. (BNF 36018348).
- L'église de Notre-Dame des Carmes à Pont L'Abbé, Quimper, A. de Kerangal, 1902, 32 p. (présentation en ligne).
- Saint Ronan et la Troménie, Brest, Imprimerie de la presse libérale du Finistère, 1923, 5e éd. (1re éd. 1893), 68 p. (BNF 36018349, lire en ligne).

### Articles et ouvrages collectifs
- avec Jean-Marie Abgrall, Saint Pol Aurélien, premier évêque et patron du Léon : principaux épisodes de sa vie, ses reliques, son reliquaire, sa cathédrale, Lille, Desclée de Brouwer et Cie, 1897 (BNF 34147859).
- Albert Le Grand (Revue et corrigé par Messir Guy Autret, chevalier, Sr de Missirien, Augmenté de plusieurs vies des Saints de Bretagne par mesme, par Missire Julien Nicole, prestre et autres), Les vie des saints de la Bretagne Armorique (Réédition avec annotations aux vies des saints par Alexandre Marie et J.-M. Abgrall. Annotations et compléments aux catalogues par P. Peyron), Quimper, J. Salaun libraire-éditeur, 1901, V éd. (1re éd. 1634), 344 p. (BNF 34215734, lire en ligne).